# Alexandra (Gauteng)
Alexandra es un suburbio situado en la provincia de Gauteng, Sudáfrica. Se encuentra a las afueras de Johannesburgo, cerca de Sandton y limita con Wynberg al oeste, Marlboro y Kelvin al norte, y Kew, Lombardy West y Lombardy East al sur. Es una de las áreas urbanas más pobres del país.
Alexandra se encuentra a orillas del río Jukskei y su extensión es de algo más de 8 km². Su población estimada es de unas 470.000 personas, que se reparten entre las viviendas originales del asentamiento (construcciones de una calidad razonable), y un gran número de chozas (más de 20.000).

## Historia
Alexandra fue fundado en 1912, en un terreno propiedad del señor Papenfus, un granjero que intentó formar un suburbio para blancos aquí, dándole el nombre de su mujer, Alexandra. Sin embargo, debido a la distancia que había entonces hasta el centro de Johannesburgo, no tuvo mucho éxito.
Por consiguiente, en 1912, Alexandra se erigió como un "suburbio nativo". Debido a que el suburbio fue levantado antes de que entrara en vigor la Ley de la Tierra de 1913, fue una de las pocas áreas urbanas del país donde los negros podían estar en posesión de tierras mediante un título vitalicio.
En 1916, la población de Alexandra había crecido hasta las 30.000 personas y se creó el Comité de Salud de Alexandra para controlar el suburbio. Sin embargo, el Comité no tenía permitido recaudar impuestos, ni el Ayuntamiento de Johannesburgo quería tomar la responsabilidad de un área que demandó bajo fuera de su jurisdicción, llevando a Alexandra hacia la carestía de recursos y la falta de la gerencia apropiada.
Cuando el Partido Nacional llegó al poder en 1948 y empezó a implementar su política de apartheid, Alexandra fue puesto bajo el control directo del Departamento de Asuntos Nativos. Los principales objetivos del gobierno en Alexandra fueron reducir la población y controlar la libertad de sus movimientos y la expropiación de las propiedades. Sin embargo, a diferencia de otros asentamientos, tales como Sophiatown, nunca fue intención del gobierno trasladar a todos sus habitantes, ya que suponía un enclave muy valioso como fuente de mano de obra para servir en Johannesburgo. Pese a todo, unas 50.000 personas fueron trasladadas forzosamente a Tembisa y Soweto.
A principio de los años 60, el gobierno decidió demoler todas las viviendas familiares y reemplazarlas por hostales de un solo sexo, lo que generó múltiples protestas. Sin embargo, debido a los costes, la pérdida de alojamiento alternativo para las personas que serían trasladadas y la oposición liderada por el Partido para salvar Alexandra del reverendo Sam Buti, sólo se construyeron dos de estos alojamientos, por lo que el plan fue cancelado en 1979.
Los incidentes que comenzaron en junio de 1976 en Soweto se extendieron rápidamente a otras zonas como Alexandra, donde murieron 19 personas. A consecuencia de estos disturbios el gobierno modificó su estrategia. Pararon los desalojos por los que las propiedades de los negros eran expropiadas y los habitantes dejaron de ser considerados como residentes temporales para pasar a serlo permanentes. En 1982, Alexandra obtuvo el estatus oficial de área residencial y el comité de enlace de Alexandra, dirigido por el reverendo Buti, fue constituido para dirigir el suburbio.
En 1980 se introdujo un "Plan maestro" en Alexandra, cuyo objetivo era su transformación en una "Ciudad jardín" con un trazado completamente nuevo. Sin embargo, sólo se llevó a cabo una pequeña parte de él. Su ejecución fue detenida por el violento levantamiento conocido como "Los seis días de Alex" de febrero de 1986, en los que murieron 40 personas. En mayo el órgano que gobernaba el suburbio empezó a desmoronarse y sus miembros dimitieron, lo que hizo que aparecieran comités callejeros y juzgados populares. Tras la imposición a nivel nacional del estado de emergencia en el mes de junio, las Fuerzas Armadas intervinieron para mantener la paz. En lugar del "Plan maestro" el gobierno introdujo el "Plan de renovación urbana" como parte de su estrategia durante el estado de emergencia. Este plan llevó a la realización de muchas demoliciones, desplazamientos entre miembros de la comunidad, así como dos juicios por traición en los que estaban inculpados 13 líderes de Alexandra.
Todo esto, combinado con la llegada de un considerable número de personas que se mudaban a Alexandra, llevó al nacimiento de una nueva área en el suburbio. Debido a su localización sería denominada "Orilla este".
La situación en esta nueva infraestructura se deterioró rápidamente debido a su insuficiente capacidad y a la dificultad de su mantenimiento, y de esta manera el "Plan de renovación urbana" fue archivado en 1990.
Durante los conflictos comunales y políticps que tuvieron lugar entre 1991 y 1992, muchos de los habitantes fueron asesinados, heridos o desplazados. Esto llevó a la aparición de varias iniciativas de paz que fueron asistidas en gran medida por las primeras elecciones sudafricanas completamente democráticas de abril de 1994, en las que Nelson Mandela (antiguo residente en Alexandra) se convirtió en el primer presidente negro de Sudáfrica.
En el año 2000 se lanzó el Proyecto de renovación de Alexandra con el fin de renovar y mejorar las infraestructuras. Hasta la fecha se han construido aproximadamente 3000 viviendas.
En mayo de 2008 comenzaron en Alexandra una serie de ataques xenófobos que pronto se extendieron por otras áreas de Gauteng, así como en suburbios de Ciudad del Cabo y Durban. En Alexandra existe una gran comunidad de extranjeros (principalmente zimbabuenses), a los que los sudafricanos que con ellos conviven acusan de quitarles el trabajo y las mujeres.
En el suburbio, se ambienta la película y obra de teatro, Tsotsi.